# Brasil nos Jogos Pan-Americanos de 2003
O Brasil competiu nos Jogos Pan-Americanos de 2003 em Santo Domingo, na República Dominicana.

## Medalhas

### Ouro
- Hudson de Souza - Atletismo, 1500 metros masculino
- Hudson de Souza - Atletismo, 5000 metros masculino
- Vanderlei de Lima - Atletismo, maratona masculino
- Márcia Narloch - Atletismo, maratona feminino
- Equipe - Atletismo, 4x100 metros masculino
- Equipe — Basquetebol, masculino
- Dupla - Canoagem, K-2 500 metros masculino
- Lucélia Ribeiro - Caratê, kumitê 58 kg feminino
- Equipe - Futebol, feminino
- Equipe - Ginástica Rítmica,Conjunto Geral
- Equipe - Ginástica Rítmica,Conjunto 5 Fitas
- Equipe - Ginástica Rítmica,Conjunto 3 Arcos e 2 Bolas
- Equipe — Handebol, masculino
- Equipe — Handebol, feminino
- Luiz Camilo - Judô, até 73 kg masculino
- Flávio Canto - Judô, até 81 kg masculino
- Mário Sabino - Judô, até 100 kg masculino
- Daniel Hernandes - Judô, acima de 100 kg masculino
- Edinanci Silva - Judô, até 78 kg feminino
- Fernando Scherer - Natação, 50 metros livre masculino
- Rogério Romero - Natação, 200 metros costas masculino
- Equipe - Natação, 4x100 metros livre masculino
- Marcel Stürmer - Patinação artística, masculino
- Fernando Meligeni - Tênis, simples masculino
- Bruna Colósio/Joana Cortez - Tênis, duplas feminino
- Hugo Hoyama/Thiago Monteiro - Tênis de mesa, duplas masculino
- Ricardo Santos - Vela, mistral masculino
- Robert Scheidt - Vela, laser masculino
- Bruno Amorim/Dante Bianchi - Vela, snipe masculino

### Prata
- Osmar dos Santos - Atletismo, 800 metros masculino
- Marílson dos Santos - Atletismo, 10000 metros masculino
- Mário dos Santos - Atletismo, 50 km de marcha atlética masculino
- Jadel Gregório - Atletismo, salto triplo masculino
- Elisângela Adriano - Atletismo, lançamento de peso feminino
- Sebastian Cuattrin - Canoagem, K-1 500 metros masculino
- Sebastian Cuattrin - Canoagem, K-1 1000 metros masculino
- Equipe - Canoagem, K-4 1000 metros masculino
- Luiz Nelson Sandenberg - Caratê, kumitê 80 kg masculino
- Janildes Fernandes - Ciclismo, estrada feminino
- Edivandro Cruz - Ciclismo, mountain bike masculino
- Equipe - Futebol, masculino
- Diego Hypólito - Ginástica artística, salto sobre o cavalo masculino
- Michel Conceição - Ginástica artística, solo masculino
- Equipe - Ginástica artística, equipe masculino
- Daniele Hypólito - Ginástica artística, barras paralelas feminino
- Daniele Hypólito - Ginástica artística, trave feminino
- Vânia Ishii - Judô, até 63 kg feminino
- Antoine Jaoude - Luta livre, até 96 kg masculino
- Kaio Márcio de Almeida - Natação, 200 metros borboleta masculino
- Thiago Pereira - Natação, 200 metros medley masculino
- Equipe - Natação, 4x200 metros livre masculino
- Equipe - Natação, 4x100 metros medley masculino
- Equipe - Natação, 4x200 metros livre feminino
- Flávia Delaroli - Natação, 50 metros livre feminino
- Samantha Harvey - Pentatlo moderno, individual feminino
- Equipe - Pólo aquático, masculino
- Dupla - Remo, skiff duplo masculino
- Dupla - Remo, skiff duplo peso leve masculino
- Dupla - Remo, dois sem masculino
- Cassius Duran - Saltos ornamentais, plataforma de 10 metros masculino
- Juliana Veloso - Saltos ornamentais, plataforma de 10  metros feminino
- Equipe - Squash, equipes masculino
- Thiago Monteiro - Tênis de mesa, simples masculino
- Bruno Anjos/Gustavo Tsuboi - Tênis de mesa, duplas masculino
- Rodrigo Bastos - Tiro esportivo, fossa olímpica masculino
- Virgilio de Castilho - Triatlo, masculino
- Equipe - Vela, J-24
- Paulo Emílio Silva/Luizão de Jesus - Voleibol de praia, masculino

### Bronze
- André Domingos - Atletismo, 200 metros masculino
- Fabiano Peçanha - Atletismo, 800 metros masculino
- Marílson dos Santos - Atletismo, 5000 metros masculino
- Márcio de Souza - Atletismo, 110 metros com barreiras masculino
- Christiane dos Santos - Atletismo, 800 metros feminino
- Equipes - Atletismo, 4x400 metros feminino
- James Dean Pereira - Boxe, até 51 kg masculino
- Marcos Costa - Boxe, até 64 kg masculino
- Dupla - Canoagem, K-2 1000 metros masculino
- Jurandir Andrade - Caratê, kata masculino
- Sidirley Souza - Caratê, kumitê 62 kg masculino
- Emmanuel Santana - Caratê, kumitê 74 kg masculino
- Cíntia Lassalvia - Caratê, kata feminino
- Marta Nader Embriz - Caratê, kumitê acima de 58 kg feminino
- Equipe - Hipismo, saltos
- Mosiah Rodrigues - Ginástica artística, barra fixa masculino
- Michel Conceição - Ginástica artística, salto sobre o cavalo masculino
- Daniele Hypólito - Ginástica artística, individual geral feminino
- Equipe - Ginástica artística, equipe feminino
- Taianne Mantovaneli - Ginástica rítmica, maça
- Equipe - Hóquei sobre patins, masculino
- Henrique Guimarães - Judô, até 66 kg masculino
- Carlos Honorato - Judô, até 90 kg masculino
- Fabiane Hukuda - Judô, até 52 kg feminino
- Tânia Ferreira - Judô, até 57 kg feminino
- Carolina de Moraes/Isabela de Moraes - Nado sincronizado, dueto
- Equipe - Nado sincronizado, equipe
- Gustavo Borges - Natação, 100 metros livre masculino
- Rodrigo Castro - Natação, 200 metros livre masculino
- Bruno Bonfim - Natação, 400 metros livre masculino
- Eduardo Fischer - Natação, 100 metros peito masculino
- Marcelo Tomazini - Natação, 200 metros peito masculino
- Kaio Márcio de Almeida - Natação, 100 metros borboleta masculino
- Pedro Monteiro - Natação, 200 metros borboleta masculino
- Thiago Pereira - Natação, 400 metros medley masculino
- Mariana Brochado - Natação, 200 metros livre feminino
- Monique Ferreira - Natação, 400 metros livre feminino
- Joanna Maranhão - Natação, 400 metros medley feminino
- Equipe - Natação, 4x100 metros livre feminino
- Mayra Ramos - Patinação artística, feminino
- Equipe - Pólo aquático, feminino
- Equipe - Remo, skiff quádruplo masculino
- Equipe - Remo, quatro sem masculino
- Equipe - Remo, skiff quádruplo peso leve masculino
- Juliana Veloso - Saltos ornamentais, trampolim de 3 metros feminino
- Ronivaldo Santos - Squash, simples masculino
- Equipe - Squash, equipes feminino
- Diogo Silva - Taekwondo, até 68 kg masculino
- Walassi Aires - Taekwondo, acima de 80 kg masculino
- Hugo Hoyama - Tênis de mesa, simples masculino
- Fábio Coelho - Tiro esportivo, carabina de ar masculino
- Janice Teixeira - Tiro esportivo, fossa olímpica feminino
- Equipe - Voleibol, masculino
- Larissa França/Ana Richa - Voleibol de praia, feminino

### Medalhas brasileiras por esporte
| Modalidade          | Ouro | Prata | Bronze | Total | Posição |
| Atletismo           | 5    | 5     | 6      | 16    | 1º      |
| Judô                | 5    | 1     | 4      | 10    | 2º      |
| Natação             | 3    | 6     | 12     | 21    | 3º      |
| Vela                | 3    | 1     | 0      | 4     | 4º      |
| Ginástica Rítmica   | 3    | 0     | 1      | 4     | 5º      |
| Tênis               | 3    | 0     | 0      | 3     | 6º      |
| Handebol            | 2    | 0     | 0      | 2     | 7º      |
| Canoagem            | 1    | 3     | 1      | 5     | 8º      |
| Tênis de mesa       | 1    | 2     | 1      | 4     | 9º      |
| Caratê              | 1    | 1     | 5      | 6     | 10º     |
| Futebol             | 1    | 1     | 0      | 2     | 11º     |
| Patinação           | 1    | 0     | 1      | 2     | 12º     |
| Basquete            | 1    | 0     | 0      | 1     | 13º     |
| Ginástica Artística | 0    | 5     | 4      | 9     | 14º     |
| Remo                | 0    | 3     | 3      | 6     | 15º     |
| Saltos ornamentais  | 0    | 2     | 1      | 3     | 16º     |
| Ciclismo            | 0    | 2     | 0      | 2     | 17º     |
| Squash              | 0    | 1     | 2      | 3     | 18º     |
| Pólo aquático       | 0    | 1     | 1      | 2     | 19º     |
| Luta                | 0    | 1     | 0      | 1     | 20º     |
| Pentatlo moderno    | 0    | 1     | 0      | 1     | 21º     |
| Tiro                | 0    | 1     | 2      | 3     | 22º     |
| Voleibol de praia   | 0    | 1     | 1      | 2     | 23º     |
| Triatlo             | 0    | 1     | 0      | 1     | 24º     |
| Boxe                | 0    | 0     | 2      | 2     | 25º     |
| Nado sincronizado   | 0    | 0     | 2      | 2     | 26º     |
| Taekwondo           | 0    | 0     | 2      | 2     | 27º     |
| Hipismo             | 0    | 0     | 1      | 1     | 28º     |
| Hóquei sobre patins | 0    | 0     | 1      | 1     | 28º     |
| Voleibol            | 0    | 0     | 1      | 1     | 28º     |
| Total               | 29   | 40    | 54     | 123   | 4º      |

## Desempenho

### Handebol
Feminino
- Primeira fase

Brasil 36 x 13 EUA

Brasil 48 x 6 Rep. Dominicana

Brasil 46 x 10 México

Brasil 36 x 21 Uruguai
- Semifinal

Brasil 46 x 14 Uruguai
- Final

Brasil 40 x 15 Argentina →  Ouro
Masculino
- Primeira fase - Grupo B

Brasil 35 x 16 Rep. Dominicana

Brasil 34 x 14 Chile

Brasil 36 x 17 Uruguai
- Semifinal

Brasil 34 x 20 EUA
- Final

Brasil 31 x 30 Argentina →  Ouro

### Tênis
- Simples masculino

Prim. Rodada: Márcio Carlsson 2 x 0 Gilberto Alvarez (PRI), 6-2, 6-4

Seg. Rodada: Márcio Carlsson 2 x 0 Kenny Callende (IVB), 6-1, 6-0

Oitavas-de-final: Alex Kim (EUA) 2 x 0 Márcio Carlsson, 6-2, 6-2 → eliminado
Prim. Rodada: Fernando Meligeni 2 x 0 Carlos Belocq (ARG), 6-2, 6-2

Oitavas-de-final: Fernando Meligeni vence Gabriel Montilla (PUR), por WO

Quartas-de-final: Fernando Meligeni 2 x 0 Jeff Morrison (EUA), 6-3, 6-4

Semifinais: Fernando Meligeni 2 v 0 Jose de Armas (VEN), 6-4 e 6-2

Final: Fernando Meligeni 2 x 1 Marcelo Ríos (CHI), 5-7, 7-6 (7-5), 7-6 (7-5) →  Ouro
- Simples feminino

Prim. Rodada: Joana Cortez 2 x 0 Glennys Cepeda (DOM), 6-3, 6-2

Oitavas-de-final: Sarah Taylor (EUA) 2 x 0 Joana Cortez, 6-1, 7-5 → eliminada
Prim. Rodada - Maria Fernanda Alves vence Levy Megan Moulton (JAM), por WO

Oitavas-de-final: Maria Fernanda Alves 2 x 0 Neyssa Etienne (HAI), 6-2, 6-1

Quartas-de-final: Kristina Brandi (PUR) 2 x 0 Maria Fernanda Alves, 6-0, 6-0 → eliminada
- Duplas masculino

Prim. Rodada: Marcel Felder/Martin Vilarrubi (URU) 2 x 0 Fernando Meligeni/Márcio Carlsson, 7-5, 6-4 → eliminados
- Duplas feminino

Quartas-de-final: Bruna Colósio/Joana Cortez 2 x 0 Richele Lesaldo/Ariana Marshall (BAR), 6-1, 6-1

Semifinais: Joana Cortez/Bruna Colósio 2 x 0 Karin Palme e Melissa Torres (MEX), 7-5, 6-2

Final: Joana Cortez/Bruna Colósio 2 x 0 Kristina Brandi/Vilmarie Castellvi (PUR), 6-4, 7-5 →  Ouro

### Voleibol
Feminino
- Fase Preliminar - Grupo A

Brasil 3 x 0 EUA - 30/28, 25/13, 25/18

Peru 3 x 2 Brasil - 25/21, 25/16, 22/25, 14/25 e 15/5

Brasil 3 x 1 Porto Rico - 25/21, 25/16, 21/25 e 30/28
- Semifinal

Rep. Dominicana 3 x 2 Brasil - 25/18, 23/25, 23/25, 25/14, 15/13
- Decisão do bronze

EUA 3 x 1 Brasil - 25/23, 25/19, 17/25, 25/19 → 4° lugar
Masculino
- Fase Preliminar - Grupo B

Brasil 3 x 0 Canadá - 25/22, 25/21, 27/25

Brasil 3 x 0 Porto Rico - 25/21, 25/19, 25/22

Brasil 3 x 0 Cuba - 25/14, 25/17, 29/27
- Semifinal

Venezuela 3 x 2 Brasil - 25/20, 19/25, 22/25, 25/19 e 15/12
- Decisão do bronze

Brasil 3 x 0 EUA - 25/23, 25/17, 25/20 →  Bronze

## Referência
- HickokSports.com